# فرعان (مودية)

تعديل مصدري - تعديل

فرعان هي إحدى قرى عزلة مودية بمديرية مودية التابعة لمحافظة أبين، بلغ تعداد سكانها 136 نسمة حسب تعداد اليمن لعام 2004.